# Ceres (gudinde)
 For alternative betydninger, se Ceres. (Se også artikler, som begynder med Ceres)
Ceres er en romersk gudinde svarende til den græske gudinde Demeter. Hun er datter af Saturn og Rhea, svigerinde til Jupiter, mor til Proserpina sammen med Jupiter, søster til Juno, Vesta, Neptun og Pluto, og hun er Siciliens beskytter.
Ceres var gudinde for plantevækst (især korn) og for moderlig kærlighed. Det siges, hun blev taget ind i den romerske mytologi i 496 f.Kr. under en udmarvende hungersnød, da de sibyllinske bøger rådede dem til at adoptere de græske gudinder Demeter, Kore og sandsynligvis Dionysos.

## Dyrkelse af Ceres
Hun blev personificeret og fejret af kvinder i hemmelige ritualer ved Ambarvalia festivalen, som blev afholdt i maj. Der var et tempel til Ceres på Aventinhøjen i Rom. Den primære festival til ære for hende var Cerealia eller Ludi Cereales (Ceres-lege), som blev indført i det tredje århundrede før Kristus og holdt hvert år fra d. 12. april til d. 19. april. Hun blev primært dyrket af de plebejiske klasser, som dominerede kornhandelen. Lidet vides om ritualerne i forbindelse med dyrkelse af Ceres.
Hun havde tolv hjælpeguder, som assisterede hende og stod for forskellige aspekter i forbindelse med landbrug: "Vervacator som gør land brak, Reparator som præparerer brakland, Imporcitor som pløjer med brede furer, Insitor som udsår, Obarator som pløjer overfladen, Occator som harver, Sarrotor som luger ukrudt, Subruncinator som tynder ud, Messor som høster, Conuector som kører, Conditor som gemmer, og Promitor som distribuerer.
I kunsten er hun som regel afbildet med et scepter, en kurv med blomster og frugt og en blomsterkrans.

## Sproglige referencer
Det engelske ord cereals (d.e. morgenmadsprodukter fremstillet af korn, f.eks. cornflakes) stammer fra Ceres, fordi hun stod for dyrkelse af korn. Navnet Ceres stammer fra det indoeuropæiske ord ker, som betyder at gro. Asteroiden 1 Ceres er opkaldt efter hende, og det samme gælder for grundstoffet Cerium. Herhjemme er Ceres nok mest kendt fra ølmærket af samme navn.